# Podgorač
Podgorač (srbsky Подгорач, maďarsky Pogorács) je vesnice a správní středisko stejnojmenné opčiny v Chorvatsku v Osijecko-baranjské župě. Nachází se asi 9 km jihozápadně od Našic, 21 km severozápadně od Đakova a asi 38 km jihozápadně od Osijeku. V roce 2011 žilo v Podgorači 866 obyvatel, v celé opčině pak 2 877 obyvatel.

## Sídla a lidnatost
Součástí opčiny je celkem devět trvale obydlených vesnic.
- Bijela Loza – 147 obyvatel
- Budimci – 670 obyvatel
- Kelešinka – 57 obyvatel
- Kršinci – 126 obyvatel
- Ostrošinci – 95 obyvatel
- Podgorač – 866 obyvatel
- Poganovci – 235 obyvatel
- Razbojište – 283 obyvatel
- Stipanovci – 398 obyvatel

## Doprava
Opčinou prochází státní silnice D515 a župní silnice Ž4080, Ž4105 a Ž4106.

## Geografie
Jihovýchodně od Podgorače protéká řeka Vuka.